# 蔦井孝洋
蔦井 孝洋（つたい たかひろ、1964年 - ）は、日本の撮影監督（カメラマン）。日本映画撮影監督協会（JSC）会員。所属フリー。

## 来歴
鳥取県出身。多摩芸術学園映画科卒業。卒業後、川上皓市、小林達比古のもとで撮影助手を経験。1999年に「大阪物語」で撮影デビュー。以降「メゾン・ド・ヒミコ」、「黄色い涙」などの犬童一心監督作品の撮影を中心に活動し、「眉山-びざん-」の劇中での大規模な阿波踊りシーンでの撮影技術が評価され、2008年の日本アカデミー賞最優秀撮影賞を受賞した。
また、映画のみならずテレビドラマやコマーシャル、PVの撮影など幅広く活動している。

## 主な撮影作品

### 映画
- 大阪物語（1999年）
- ざわざわ下北沢（2000年）
- ボクの、おじさん（2001年）
- フィラメント（2001年）
- ほとけ（2001年）
- 目下の恋人（2002年）
- 伝説のワニ ジェイク（2004年）
- ジョゼと虎と魚たち（2003年）
- インディアン・サマー（2004年）
- 風音（2004年）
- タッチ（2005年）
- いぬのえいが「ポチは待っていた」（2005年）
- メゾン・ド・ヒミコ（2005年）
- 松ヶ根乱射事件（2006年）
- いちばんきれいな水（2006年）
- HERO（2007年）
- 眉山-びざん-（2007年）
- 黄色い涙（2007年）
- グーグーだって猫である（2008年）
- ゼロの焦点（2009年）
- ノーボーイズ,ノークライ（2009年）
- 夜明けの街で（2011年）
- ガッチャマン（2013年）
- MIRACLE デビクロくんの恋と魔法（2014年）
- HERO 2（2015年）
- 誰がために憲法はある（2019年）
- 駅までの道をおしえて（2019年）
- 太陽の家(2020年)
- 青春ジャック
- 海の沈黙（2024年）
- ぶぶ漬けどうどす

### テレビ
- 火曜サスペンス劇場　からくり人形の女（1989年11月28日）撮影助手
- 恋、した。第18話 榎戸耕二監督「夜明けのエンジェルズ・キッス」（1997年、テレビ東京）
- 伝説のワニ ジェイク（2002年、テレビ東京）
- ホーリーランド　佐藤太監督 第10・11・12話（2005年、テレビ東京）
- 蒼井優×4つの嘘 カムフラージュ/第3章「アカバネ三姉妹」山下敦弘監督（2008年、WOWOW）
- 世にも奇妙な物語 20周年スペシャル・秋 〜人気作家競演編〜若松節朗監督『燔祭』（2010年、フジテレビ）
- 境遇 / 「朝日放送創立60周年記念作品」 （2011年）
- 尾根のかなたに（2012年、WOWOW）
- チキンレース（2013年、WOWOW）
- テミスの求刑（2015年、WOWOW）
- しんがり 山一證券 最後の聖戦（2015年9月20日 - 10月25日、WOWOW)
- 北斗 -ある殺人者の回心-（2017年3月 - 4月、WOWOW）
- 石つぶて 〜外務省機密費を暴いた捜査二課の男たち〜（2017年、WOWOW）
- トッカイ〜不良債権特別回収部〜（2021年、WOWOW）
- ソロモンの偽証（2021年、WOWOW）
- 優しい音楽〜ティアーズ・イン・ヘヴン 天国のきみへ（2022年、テレビ東京）東京）
- ペルソナの密告

### PV
- 椎名林檎：性的ヒーリング〜其ノ弐〜「Σ」、「罪と罰」（2000年）

### その他
- のら兎ノ月（1986年）※多摩芸術学園卒業制作

## 主な受賞歴
- 第3回（2001年度）ドービルアジア映画祭・最優秀イマージュ賞
- 第34回（2004年度）日本映画テレビ技術協会・柴田賞
- 第48回（2004年度）日本映画撮影監督協会・三浦賞
- 第31回（2008年度）日本アカデミー賞・最優秀撮影賞
- 第33回（2010年度）日本アカデミー賞・優秀撮影賞[1]